# Mike Joyce
Michael Adrian Paul Joyce (n. 1 iunie 1963, Manchester⁠(d), Anglia, Regatul Unit) este un baterist englez. El este cel mai bine cunoscut pentru că a fost bateristul trupei The Smiths din octombrie 1982 până în 1987.

## Carieră
Deși trupa The Smiths i-a oferit lui Joyce primele sale experiențe de succes, el cântase anterior la tobe pentru trupa din Manchester, The Hoax, și pentru grupul punk rock nord-irlandez Victim. Imediat după destrămarea trupei în 1987, Joyce și basistul trupei Smiths, Andy Rourke, au cântat alături de Sinéad O'Connor. Împreună cu Craig Gannon, au asigurat și secțiunea ritmică pentru două single-uri ale solistului trupei Smiths, Morrissey - „Interesting Drug” și „The Last of the Famous International Playboys” și fețele lor B. Au urmat colaborări cu Suede, Buzzcocks, Public Image Limited, Julian Cope, P. P. Arnold și Pete Wylie pe parcursul anilor 1990. Joyce, Rourke și Gannon s-au reunit pentru a lucra la un proiect cu colegul său din Manchester, Aziz Ibrahim (fost membru al [] Stone Roses]] și Simply Red ), fostul chitarist al trupei Oasis, Bonhead (sub numele de Moondog One), și Vinny Peculiar.
În iulie 2007, Joyce și Rourke au lansat „Inside the Smiths”, un DVD care relata experiențele lor în trupă. În octombrie 2007, Joyce a făcut un turneu în Marea Britanie cântând la tobe pentru Vinny Peculiar, alături de Bonehead (Oasis) la chitară bas, iar în 2008 a prezentat emisiunea radio „Alternative Therapy” pe Revolution 96.2 FM la The Brickhouse până când postul și-a schimbat formatul, reluând-o ulterior pe Manchester Radio Online și Tin Can Media. Este gazda emisiunii „The Coalition Chart Show” pe East Village Radio, care transmite din New York. În paralel cu cariera sa muzicală, Joyce lucrează ca DJ și realizator, având apariții ocazionale la BBC 6 Music. Joyce a găzduit emisiuni pe [] East Village Radio]], un post de radio online.

Din octombrie 2017, Joyce a găzduit o emisiune radio săptămânală pe postul de radio XS Manchester din Manchester. În octombrie 2018, emisiunea a fost nominalizată la categoria „Cea mai bună emisiune muzicală de specialitate” la premiile radio ARIAS 2018. Joyce este patron al organizației caritabile Back on Track, cu sediul în Manchester; în cadrul acestui rol, Joyce a condus o sesiune specială de gătit cu unii dintre clienții organizației caritabile, în timpul căreia au gătit legume din grădina sa și a apărut ca reportaj la ITV Granada. 

## Viață personală
Joyce s-a născut în Manchester din părinți irlandezi catolici și a urmat cursurile școlii St Gregory's Grammar din oraș. Joyce s-a căsătorit cu Christina Riley în 1994. Este vegetarian. Joyce este fan Manchester City și este uneori intervievat în City Square înainte de meciurile importante de acasă.
În 1996, Joyce i-a dat în judecată pe foștii colegi ai lui Smiths, Johnny Marr și Morrissey, pentru o parte egală din redevențele pentru interpretare și înregistrări. Joyce a câștigat procesul și a primit despăgubiri de aproximativ 1 milion de lire sterline de la Morrissey și Marr. Potrivit lui Morrissey, care a făcut apel fără succes la pretențiile lui Joyce, Joyce i-a dat în judecată pentru prima dată pe Morrissey și Marr în 1989 pentru 25% din redevențele pentru înregistrări ale familiei Smiths. În 1996, Joyce a câștigat procesul „pe baza Legii parteneriatului din 1890”.

## Muncă caritabilă
File:Mike_Joyce_at_the_Andy_Rourke_Mural.jpg
Joyce la dezvelirea picturii murale
În noiembrie 2024, Joyce a organizat o strângere de fonduri pentru pictura murală memorială Andy Rourke, pentru a crește gradul de conștientizare cu privire la organizația caritabilă Pancreatic Cancer Action.
Pictura murală a fost pictată de artistul Akse-P19, stabilit în Manchester, care a creat lucrări de artă ale altor muzicieni notabili.
Pictura murală a fost dezvelită pe 21 noiembrie 2024, în prezența lui Joyce și a lui Nalinee Darmrong, fotografa pe a cărei imagine s-a bazat lucrarea.